# Maxym Wassiljew
Maxym Wolodymyrowytsch Wassiljew (ukrainisch Максим Володимирович Васильєв; * 14. April 1990 in Saworytschi, Ukrainische SSR) ist ein ukrainischer Radsportler, der auf Straße und Bahn aktiv ist.

## Sportliche Laufbahn
Maxym Wassiljew begann seine Karriere 2009 bei dem ukrainischen Continental Team ISD-Sport-Donetsk. In seinem zweiten Jahr dort gewann er den zweiten Tagesabschnitt bei dem Etappenrennen Polska-Ukraina, wo er auch die Gesamtwertung für sich entscheiden konnte. Außerdem wurde er bei der ukrainischen Meisterschaft Zweiter im Straßenrennen der U23-Klasse und Fünfter im Einzelzeitfahren der Eliteklasse. In der Saison 2011 gewann Wassiljew eine Etappe bei der Sibiu Cycling Tour in Rumänien. 2015 wurde er Fünfter der nationalen Meisterschaft im Straßenrennen. 2017 wurde er mit Wladymyr Dschjus, Ilya Klepikow und Roman Seliversow ukrainischer Meister in der Mannschaftsverfolgung und 2018 im Kriterium.
Anlässlich des Primus Classic 2018, einem Rennen in Belgien, wurde Wassiljew positiv auf die leistungssteigernde Substanz Methylhexanamin getestet. In der Folge wurde er vom Weltradsportverband UCI für zehn Monate bis zum 29. August 2019 gesperrt.
Mehrfach war Wassiljew bei internationalen Wettbewerben im Bahnradsport Mitglied der ukrainischen Nationalmannschaft und startete in der Mannschaftsverfolgung.

## Erfolge
2011
- eine Etappe Sibiu Cycling Tour

2012
- eine Etappe Romanian Cycling Tour

2014
- eine Etappe Grand Prix Sotschi

2017
- Ukrainischer Meister – Mannschaftsverfolgung (mit Wladymyr Dschjus, Ilya Klepikow und Roman Seliversow)

2018
- Ukrainischer Meister – Kriterium